# Ударний капсуль

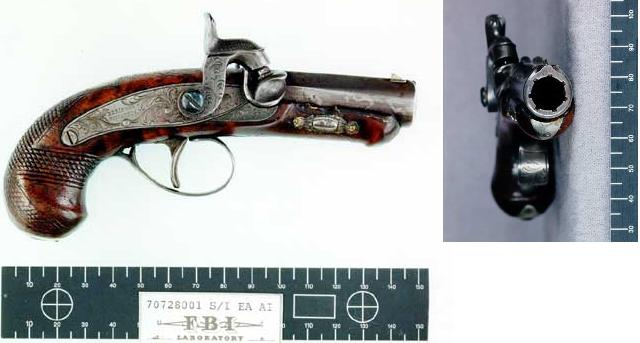
Однозарядний капсульний пістолет який використали при вбивстві Авраама Лінкольна. Цей тип пістолетів відомий як «деррінджер».

Ударний капсуль, заст. пістон (фр. piston) — тип запалу для однозарядної зброї, який використовували у дульнозарядній зброї, що дозволяв стріляти зі зброї за будь-якої погоди. Цей вирішальний винахід (датований 1820 р.) став причиною появи капсульного замка і капсульної гвинтівки.
До цього ручна зброя мала кременеву систему запалення, яка мала систему, де кремінь ударяв по сталі, висікаючи іскри для підпалювання пороху на полиці, який підпалював основний заряд (кременевий механізм замінив старі системи запалення, такі як ґнотовий та колісцевий замки). Кременеві замки потерпали через вологу, а тому пізніше більшість кременевої зброї було перероблено на капсульні системи.

## Опис
Ударний капсуль — це невеликий циліндр з міді або латуні закритий з одного боку. З закритого боку є невелика кількість вибухової речовини, яка вибухає від удару, наприклад гримучої ртуті. Ударний капсуль встановлювали на порожнистий металевий «патрубок», який знаходився на казенній частині ствола. Натиснувши на спусковий гачок, стрілець відпускав ударник який ударяв по ударному капсулю та підпалював вибуховий запал. Полум'я пересувалося через порожнистий патрубок для запалення основного заряду. Ударні капсулі робили невеликого розміру для пістолетів та великих розмірів для гвинтівок та мушкетів.
На відміну від капсулів великих розмірів, маленькі капсулі було складно використовувати в бою або при їзді на коні. Відповідно, декілька виробників розробили альтернативні, «автоматичні» системи. Наприклад, стрічковий запал Майнарда, являв собою рулон паперу з «пістонами», як у сучасних пістонних іграшках. Стрічковий запал Майнарда використовували у деякій ручній зброї середині дев'ятнадцятого століття і деяку зброю використовували під час громадянської війни. Інші дискові або кулькові запали містилися в магазині. При зведенні ударника диск автоматично переміщувався на потрібну позицію. Проте, ці автоматичні системи живлення було складно випускати на початку та в середині дев'ятнадцятого століття, крім того, вони створювали багато проблем. Дуже швидко такі системи поступилися однозарядним капсульним системам, хоча капсулі були не завжди зручними, але їх можна було мати у великій кількості й швидко замінити поганий, у той час, як зім'ята стрічкова система перетворювала гвинтівку у непотрібну річ.
Першим розв'язанням проблеми ударних капсулів стала поява голчастої гвинтівки Дрейзе, яку використали в 1841 в Прусії. В цій гвинтівці довга голка вдаряла по паперовому набою, який містив заряд чорного пороху й ударний капсуль, який було закріплено на донці набою. Хоча вона і мала ряд проблем, гвинтівку широко використовували у Пруссії та інших державах Німеччини в середині дев'ятнадцятого століття і стала вирішальним фактором і австро-прусській війні 1866.
В 1850-і, ударний капсуль вперше вмонтували в металевий набій, який мав кулю, заряд пороху та капсуль. Наприкінці 1860-х, унітарні металеві набої зробили капсульну систему застарілою. Сьогодні, ручна зброя під ударні капсулі популярна серед стрільців, а ударні капсулі можна знайти й‰ зараз. Більшість ударних капсулів випускають некорозійні матеріали, такі як трінітрорезорцинат свинцю.

## Історія

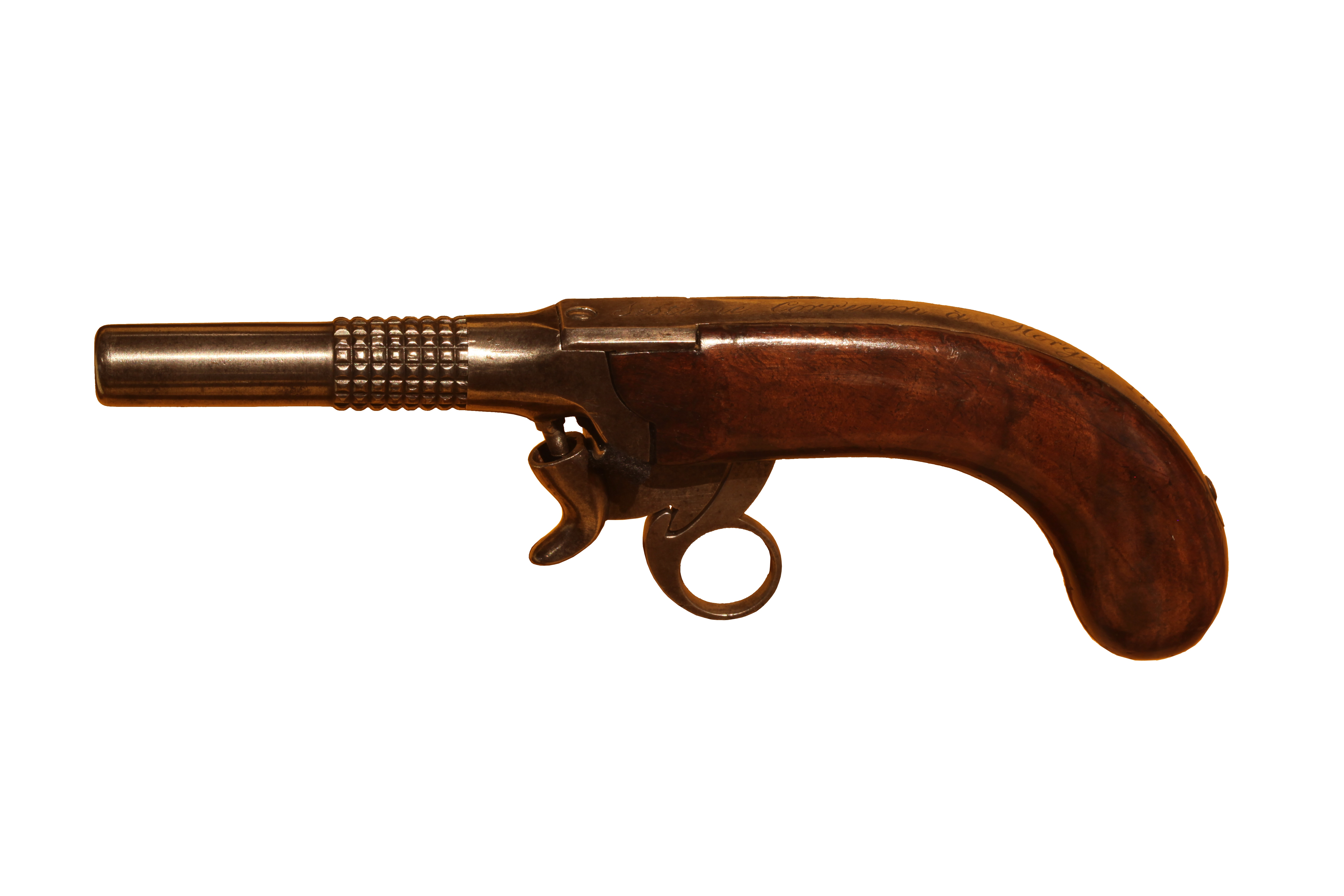
Перевернутий капсульний пістолет, 9,5 мм; створений зброярем Корревоном з міста Морж, 1854. Зберігається у військовому музеї Морж.

Ударний капсуль замінив кремінь, сталеве «огниво» та пороховий полок, які використовували в кременевому механізмі. Його використали лише у британському військовому мушкеті (гвинтівка Brown Bess) в 1842, через чверть століття після винаходу ударного порошку та проведення урядових випробувань у Вулвічі в 1834. Перша капсульна зброя в американській армії була представлена приблизно в 1833 році карабіном M1819 Hall.
В 1800 році Едвард Чарльз Говард (1774—1816) винайшов фульмінати. Після появи фульмінатів, з'явилася можливість створити ударний капсуль, що і зробив преподобний Олександр Джон Форсайт з Шотландії в 1807 році, отримавши патент на свій винахід.
Ця перша система мала назву «Percussion Lock» і була схожа на кременевий та використовувала фульмінатовий запал зроблений з гримучої ртуті, хлорату калію, сірки та вугілля. Капсуль спрацьовував від удару. Це був винахід, який з'явився через потребу: преподобний Форсайт помітив, що пташки лякаються диму, який виникав на пороховому полку його кременевої рушниці, що попереджало птахів про небезпеку. Його винахід не давав птахам можливості втекти до пострілу. Поява фульмінатного капсуля допомогло позбутися диму і зменшити час між натисканням на спусковий гачок та пострілом.
Також капсульна зброя давала менше осічок ніж кременева. Проте, виробництво ударних капсульних систем масово розпочалося лише після закінчення терміну дії патенту Форсайта. Ударний капсуль допоміг з'явитися унітарному набою, де кулю утримувала гільза, гільза була заповнена порохом, а капсуль знаходився в донці гільзи.
Вважається, що перший металевий ударний капсуль в 1814 році винайшов Джошуа Шоу, але це спірне питання оскільки запатентував він свій винахід лише в 1822. Крім того, за словами Льюїса Вайнанта, рішення уряду США про нагородження Шоу 25 тисячами доларів США у вигляді компенсації за його винахід було фактично помилкою. Конгрес повірив, що патент Шоу був першим і нагородив його великою сумою грошей. Проте, вимога на ударний капсуль була подана в 1819 і отримана в 1820 як доповнення до патенту від 1818 Франсуа Прелата, який було видано за два роки до патенту Шоу. Хоча це не робить Прелата винахідником, оскільки англійські патенти й винаходи того часу та режими роботи були помилковими. За істориком Сідні Джеймсом Гудінгом, найбільш вірогідним винахідником ударного капсуля є Джозеф Егг, який винайшов його приблизно в 1817. В ударному капсулі Шоу використано гримучу ртуть, хлорат калію та подрібнене скло, які розташовувалися в малому металевому капсулі. Іншими можливими претенденти є Джозеф Мантон та полковник Пітер Гоукер.
З часом цей винахід покращили й почали використовувати спочатку зі сталевим капсулем, а потім з мідним. Їх використовували різні зброярі та приватні виробники, до того часу коли капсуль взяли на озброєння військові.
Заміна кременевих замків на капсульні в мушкетах проходила простою заміною порохового полка та сталевого «огнива» патрубком та заміною ударника який утримував кремінь на маленький ударник з виїмкою яка була більшою за патрубок і повністю його охоплювала. На патрубок встановлювали мідний капсуль з вибуховою сумішшю, який тепер складався з трьох частин хлорату калію, двох частин гримучої ртуті й однієї частини скляного порошку. Порожнина в ударнику утримувала частину капсуля, якщо той розламувався, зменшуючи ризик ураження очей стрільця.
Поява та використання капсуля призвели до появи сучасної гільзи для набою, а також дозволило створити загальні принципи казнозарядної зброї для гвинтівок, дробовиків та пістолетів.
Капсулі використовують в набоях, гранатах, реактивних гранатах, та фальшфейєрах. Крім того, ударні капсулі використовую в запалах наземних мін, мінах-пастках тощо.

### Пристрої для стрільби та механізми запалу
Як правило більшість військових мін-пасток містять якийсь пружинний ударник який завдає удару по ударному капсулю, який під'єднаний до детонатору. Детонатор вставляють у вибуховий заряд — наприклад, C4 або шашку TNT. Зводять міну (наприклад, витягають чеку або дріт) відпускаючи ударник який рухається вперед і завдає удару по капсулю, а капсуль вже підриває детонатор. В результаті ударна хвиля від детонатора підриває основний заряд вибухівки.

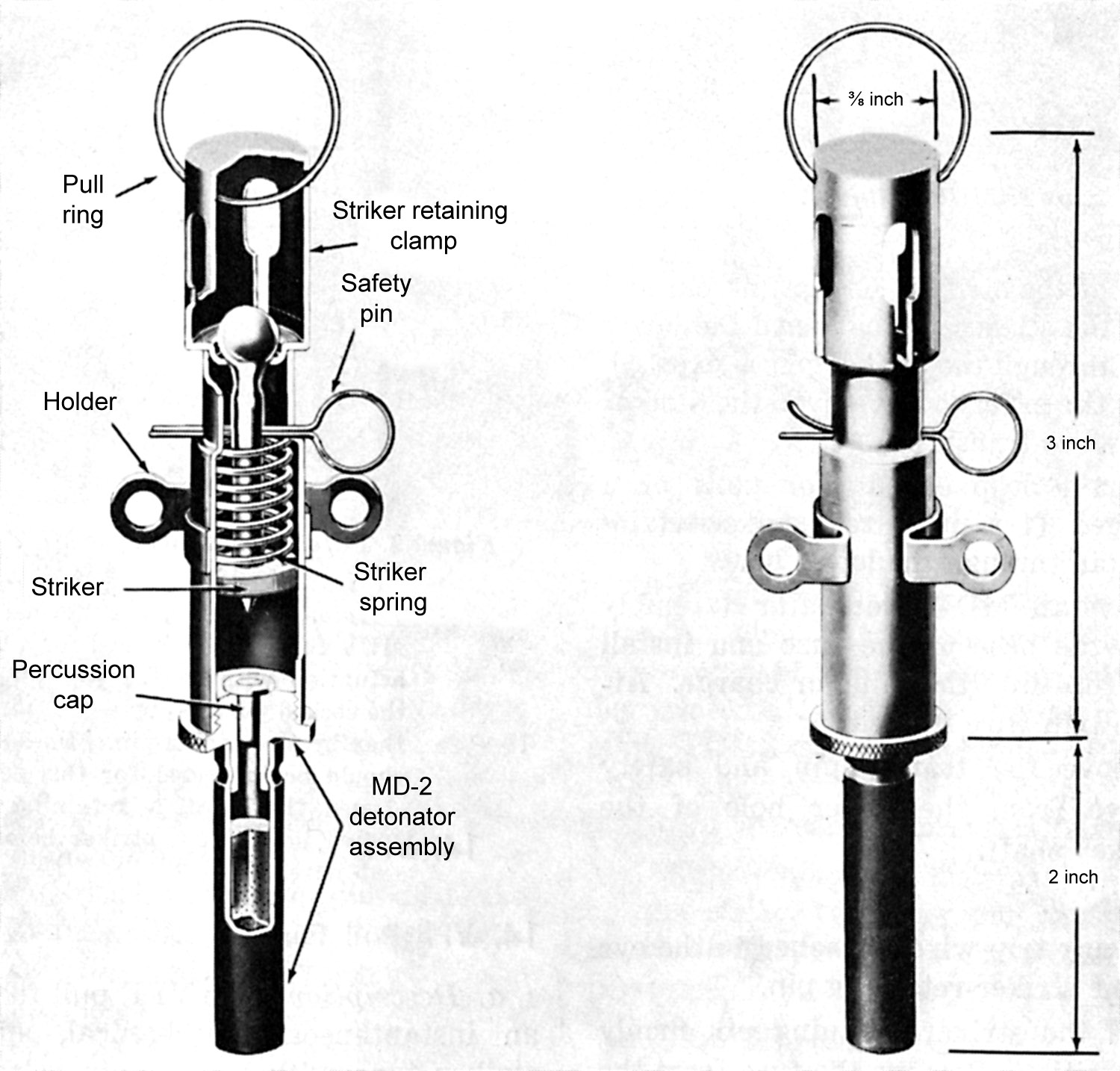
Радянський запал для міни-пастки: зазвичай до чеки приєднували витяжний шнур. Чітко видно ударний капсуль
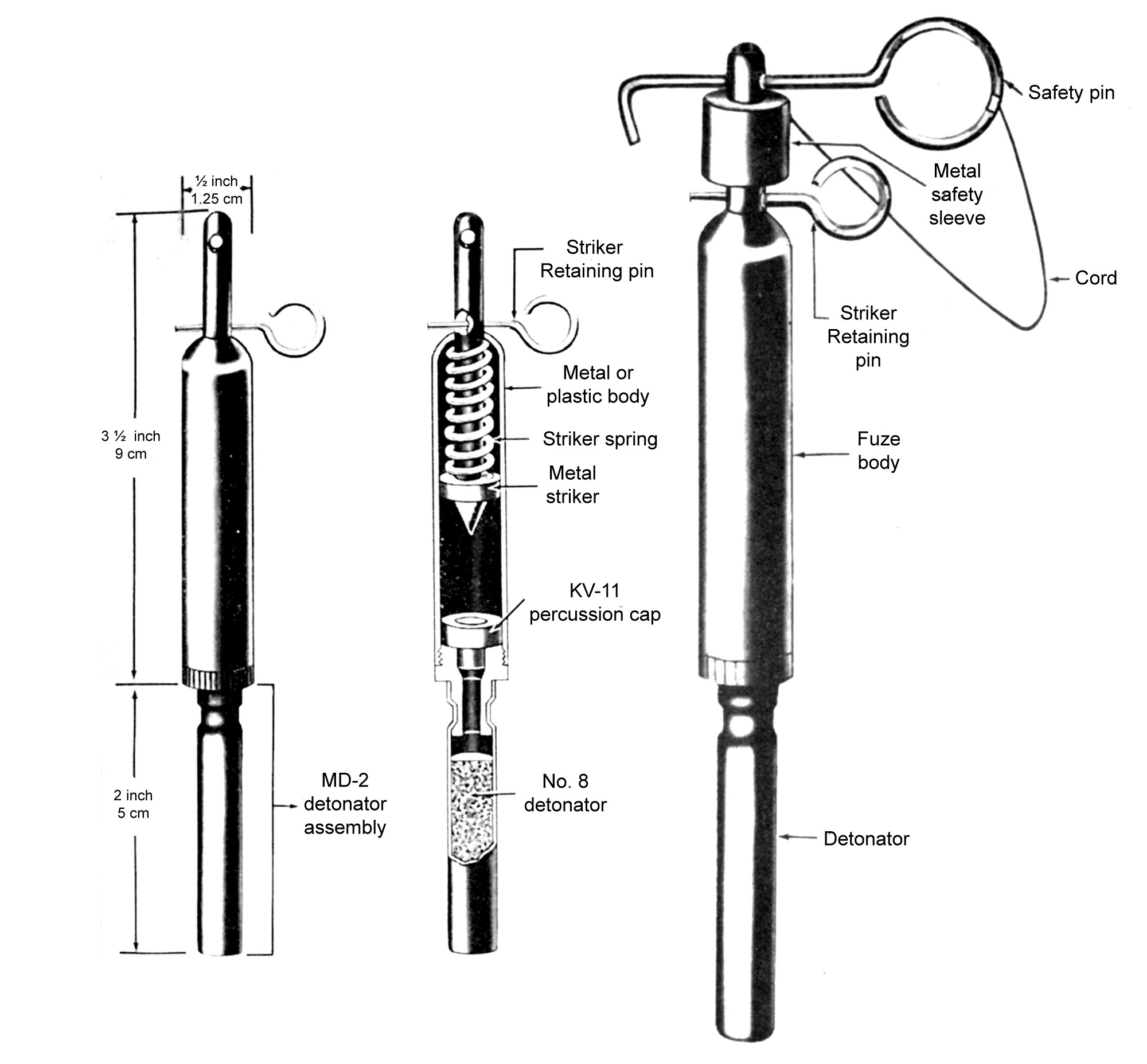
Інший радянський запал для міни-пастки: зазвичай до чеки приєднували витяжний шнур. Чітко видно ударний капсуль
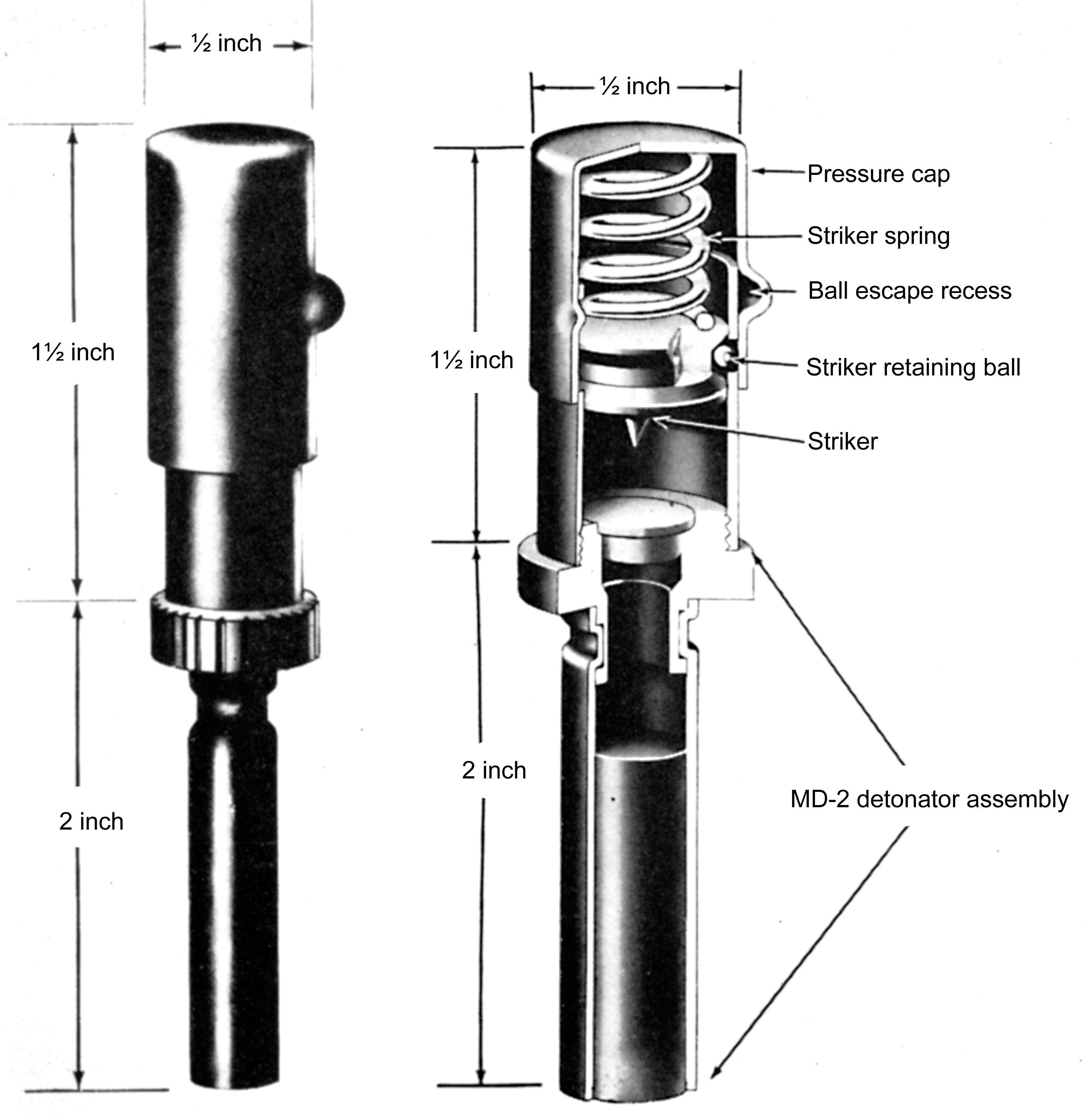
Радянський запал натискної дії: людина наступала на дощечку яка натискала на ударник
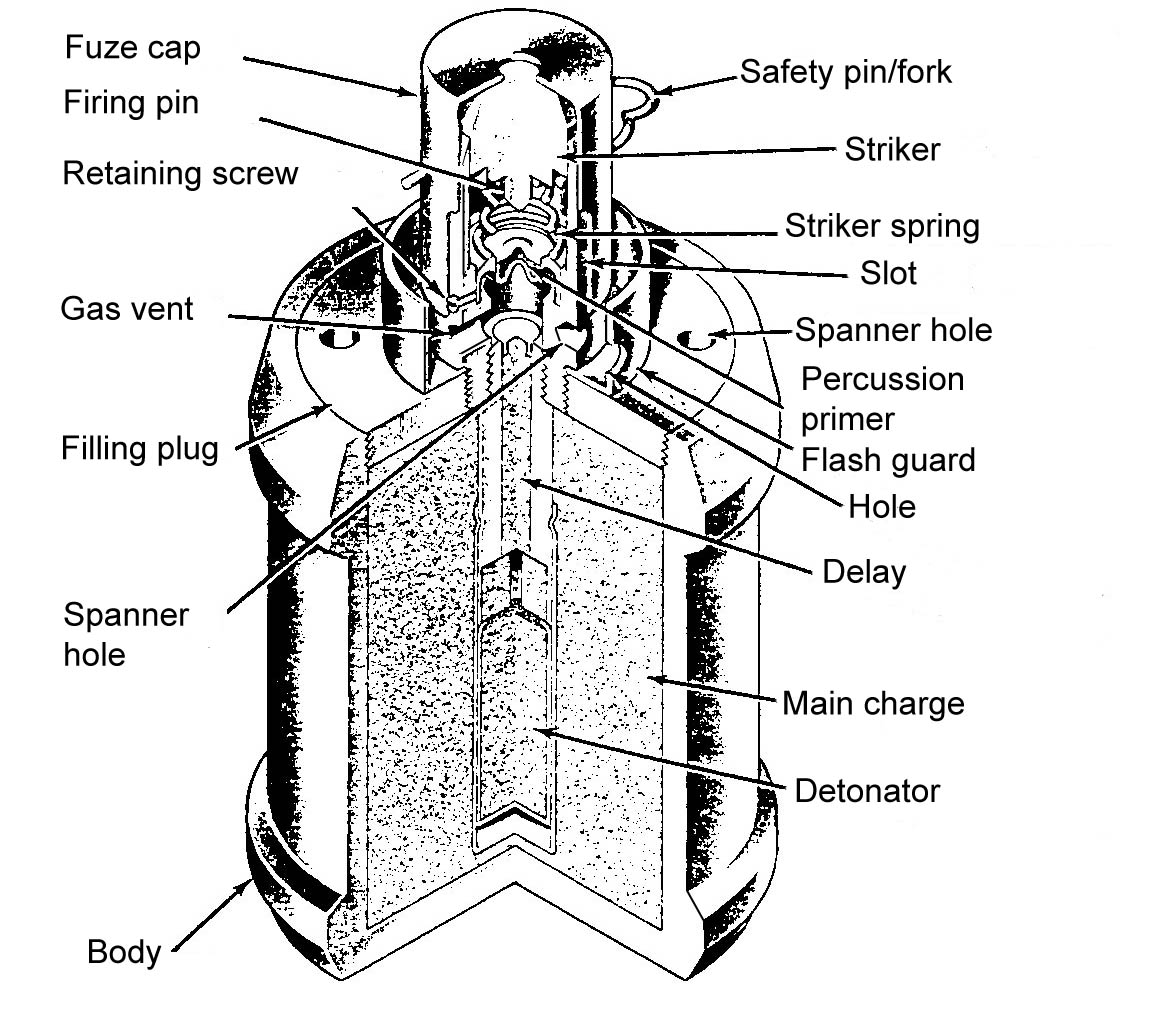
Японська граната Type 99 в розрізі. Зображено ударний запал
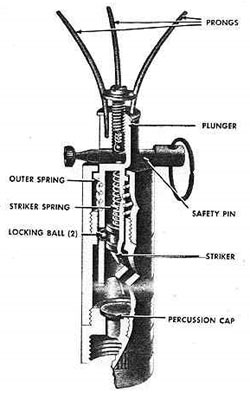
Зображення німецького запала для S-міни. Чітко видно ударний капсуль
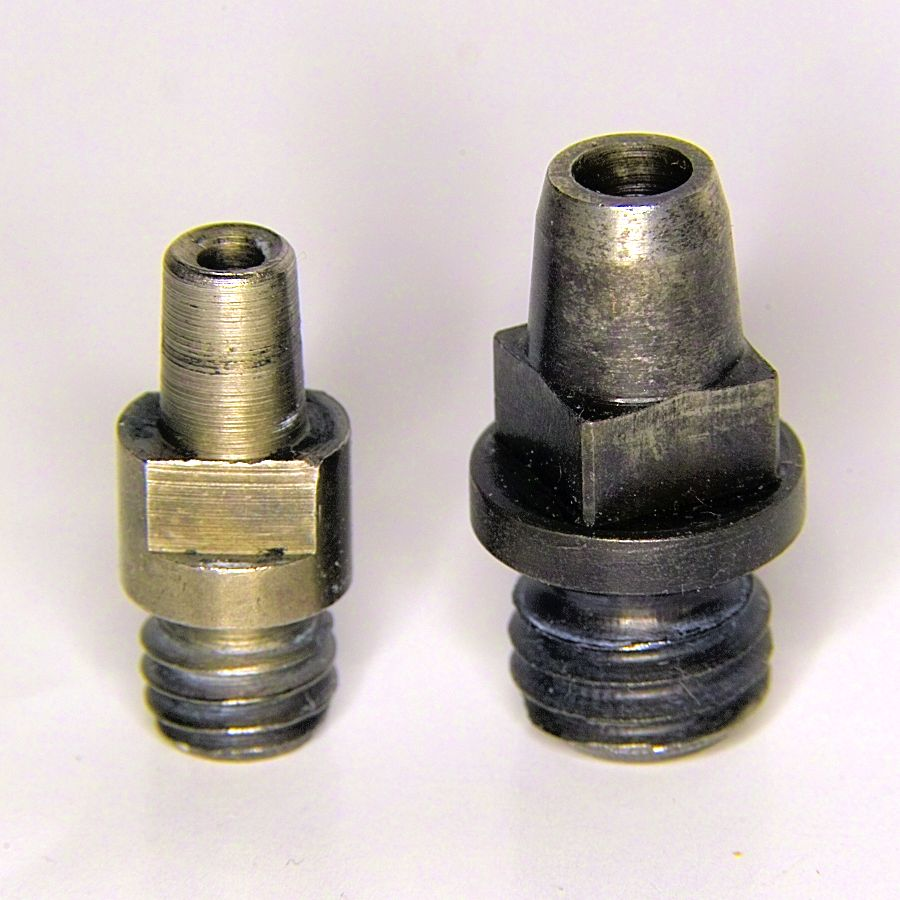
Патрубки для ударних капсулів, полум'я рухалося через отвір до заряду.
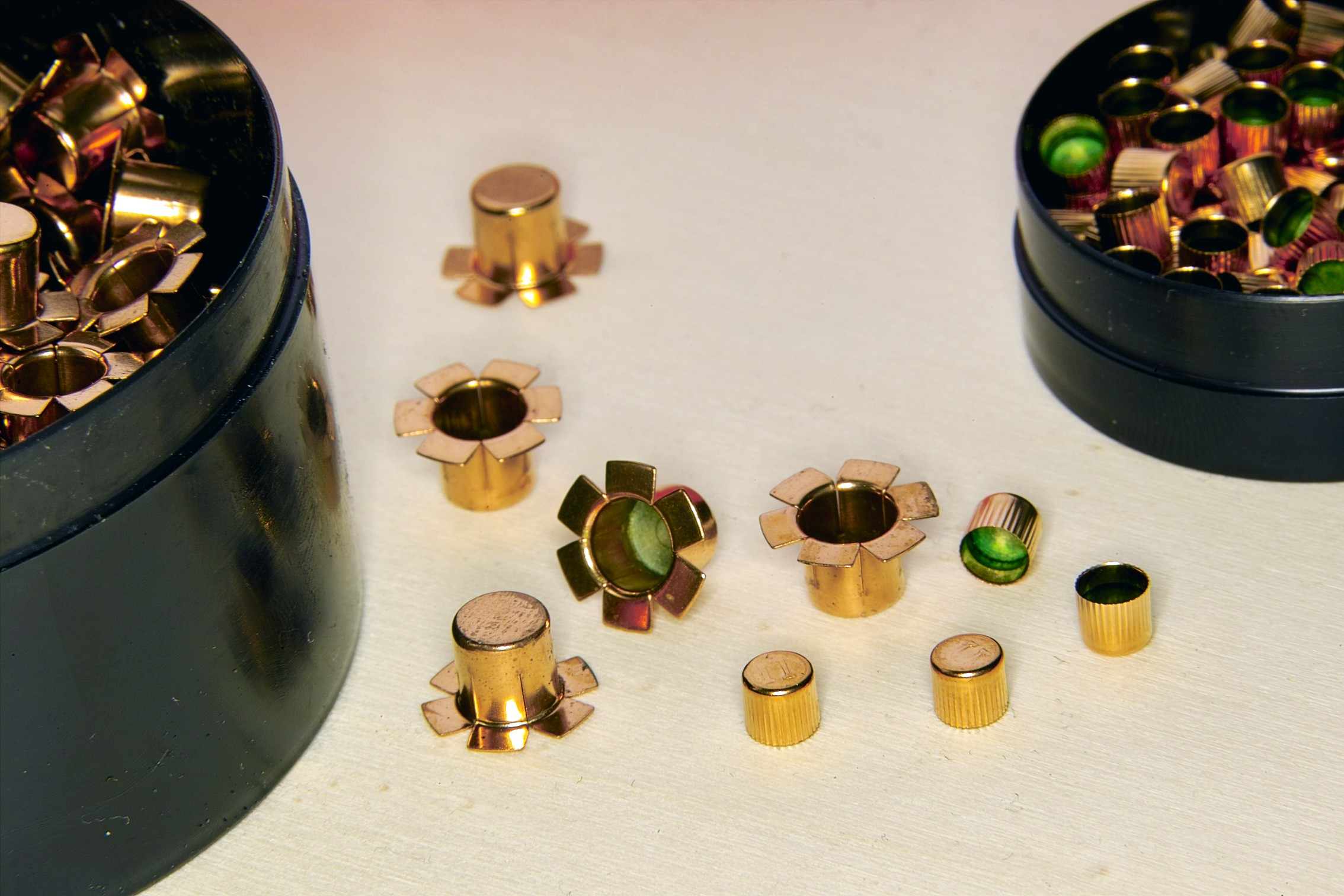
Ударні капсулі